# Nachum Schaikewitsch

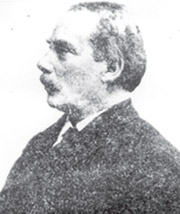
Nachum Schaikewitsch

Nachum Schaikewitsch (Nahum Mëir Schaikewitsch, Nachum Meir Schaikewitzsch, Nuchim Meir Scheikewicz, Nachum Meir Schaikewitch, Scheikowicz etc.; Pseudonym: Schomer oder auch Schumer; * 18. Dezember 1850 in Neswisch [Nieśwież, Nieswiesh, Neswicz], Gouvernement Minsk; † 24. November 1905 in New York) war ein populärer, sehr produktiver jiddischer Autor, bekannt vor allem als Verfasser von Schauerromanen.

## Leben
Nach der üblichen traditionellen Erziehung kam Schaikewitsch mit der Haskala in Berührung, eignete sich weltliche Bildung an, wurde durch seine Schwiegereltern versorgt ("ass Kost"), lernte weiter Russisch, Deutsch und Hebräisch, ging 1872 nach Wilna und wurde dort mit S. J. Fünn bekannt, der ihn förderte und zu weiteren literarischen Arbeiten inspirierte (Erzählungen).
1878 ließ sich Schaikewitsch in Odessa nieder und begann, nach Goldfadens Methode (Goldfaden hatte er zuvor in Rumänien kennengelernt und dessen Aktivitäten bewundert) für die Truppe von Ossip Lerner zusätzlich auch Dramen und Komödien für das jiddische Theater zu schreiben. Bald stellte Schaikewitsch auch eine eigene Theatertruppe zusammen, die in Odessa seine hastig dramatisierten eigenen Romane (Der jüdische Prinz, Der Baal Teschuba, Der Katorschnik, Der Prozentnik, Dus ungetreue Weib) mit Erfolg beim Publikum aufführte (um 1882 löste sich die Truppe allerdings wegen interner Streitereien auf).
Im Verlauf weniger Jahre schrieb Schaikewitsch fabrikmäßig etwa 200 Romane und 40 Theaterstücke, die ihm vom jüdischen Publikum, vor allem von den einfachen Leuten, den Dienstmädchen und Handelsgehilfen, förmlich aus den Händen gerissen wurden. Die Romane strotzen nur so vor anrührenden, heute eher peinlich berührenden Szenen, übernatürlich-unerklärlichen, grotesken Geschehnissen und unerwartet-unwahrscheinlichen Überraschungen. Seine psychologisch unmotiviert handelnden Figuren ermangeln dabei konsequenterweise jeder charakterlichen oder künstlerisch-kompositorischen Glaubwürdigkeit, so dass er, insbesondere vor dem Hintergrund seiner massenhaften Produktion, bald ernsthaftere jiddische Schriftsteller wie Scholem Alechem, Jehoschua Chana Rawnitzki, Dubnow und andere gegen sich aufbrachte, die eine Kampagne gegen ihn lancierten. Diese feindlichen Aktivitäten sowie das Verbot des jiddischen Theaters in Russland veranlassten ihn, 1888 nach New York zu gehen, wo er seine Roman- und Theaterproduktion fortsetzte und zusätzlich verschiedene Zeitschriften herausgab bzw. an ihnen schreibend oder redaktionell mitwirkte (Der Jiddischer Fok, Der Land Chuchem, Der Menschenfreund und viele weitere).
Nachum Schaikewitsch hatte einen Sohn und drei Töchter, die auch alle mit der jiddischen Literatur verbunden blieben: Abraham Schumer (geb. 1876 in Pinsk), Mirjam (geb. 1882 in Odessa, verheiratete Schumer Zunser), Rosa (geb. 1887 in Odessa), Chane (geb. 1889 in Odessa).

## Bedeutung
Nachum Schaikewitschs literargeschichtliche Bedeutung ist vor allem darin zu sehen, dass er, wie Dick, überhaupt erst ein jiddisches Lesepublikum unter den unwissenden jüdischen Massen geschaffen hat, das dann für qualitativ höher stehende weltliche literarische Produkte aufnahmefähig war.
Eine Bibliographie seiner enormen Produktion (Vieles wurde auch übersetzt) ist bisher nicht bekannt geworden.

## Werkauswahl
Mit bekanntem Erscheinungsdatum:
- Gan Eden – Vögale, 1878 (Roman, 6. Aufl. 1914)
- Die eiserne Frau oder das verkaufte Kind, Wilna 1882 (Roman)
- Der Cherem, Warschau 1883 (Roman)
- Der Baron de Aguilar, 1883 (Roman, 3. Aufl. 1890)
- Der Podraczik, Warschau 1884 (Roman)
- Der ägyptische Haman, 1889 (Roman)
- Golus Portugal, 1889 (historischer Roman)
- Mensch – Gott, 1889 (historischer Roman)
- Der letzte jüdische König, 1889 (historischer Roman)
- Esterka, die polnisch-jüdische Königin, 1890 (historischer Roman)
- Baron Rothschild, 1890 (Roman)
- Titus, 1891 (Roman)
- Rabbi Jehuda Halevi, 1892 (Roman)
- Der urmer Millionär, 1893 (Roman)
- Die amerikanische Glicken, 1895 (Roman)
- Kapitän Dreyfus, 1898 (Roman)
- Geheime Jiden, 1901 (Roman)
- Lebensbild mit Gesang, 1909 (Theaterstück)

Ohne Jahr / nicht ermittelt:
- Der fromme Mörder (Roman)
- Der Baal Teschuba (Roman)
- Die schöne Rahel (Roman)
- Zwischen Menschenfressern (Erzählungen, New York, 26 Bände)
- Die blinde Jesoime oder Zwischen Tigern (Roman)
- Die Giftmischerin (Erzählungen, 12 Bände)
- Die Leichtsinnige (Theaterstück)
- Der Goldkönig (Theaterstück)
- Haman, der Zweite (Theaterstück)
- Schoschana oder der Richter von Jericho (Theaterstück)
- Die Judenfresser oder Die getaufte Königin (Theaterstück)
- Der jüdische Graf (Theaterstück)
- Die Grine oder der Vetter in Amerika (Theaterstück)
- Amerikanischer Jiddischkeit (Theaterstück)
- A jiddisch Kind (Theaterstück)
- Die jüdischen Emigranten (Theaterstück)

| Personendaten    | Personendaten             |
| ---------------- | ------------------------- |
| NAME             | Schaikewitsch, Nachum     |
| ALTERNATIVNAMEN  | Schomer                   |
| KURZBESCHREIBUNG | jiddischer Schriftsteller |
| GEBURTSDATUM     | 18. Dezember 1850         |
| GEBURTSORT       | Njaswisch                 |
| STERBEDATUM      | 24. November 1905         |
| STERBEORT        | New York City             |